# Sung Kyung-hwa
Sung Kyung-hwa (kor. 성 경화, ur. 20 lipca 1965) – koreańska piłkarka ręczna. Dwukrotna medalistka olimpijska.
Z reprezentacją Korei Południowej zdobywała medale olimpijskie w 1984 i 1988 roku, W Los Angeles srebro, przed własną publicznością złoto. Łącznie w obu turniejach wystąpiła w 10 spotkaniach (35 bramek).